# Alina Biernacka
Alina Biernacka, née le 30 septembre 1942 à Varsovie, est une poète et peintre polonaise.
Elle a étudié à l'Académie des beaux-arts de Varsovie.
Elle est la fille de la compositrice Grażyna Bacewicz et la nièce de la poétesse Wanda Bacewicz (pl).

## Œuvres
- Ziemie polarne (1977)
- Słuchanie muzyki (1987)
- Obraz dachu (1992)
- Teoria słuchania (2003)